# The Pale Fountains
 (juillet 2025).
Si vous disposez d'ouvrages ou d'articles de référence ou si vous connaissez des sites web de qualité traitant du thème abordé ici, merci de compléter l'article en donnant les références utiles à sa vérifiabilité et en les liant à la section « Notes et références ».
The Pale Fountains est un groupe de rock britannique des années 1980 originaire de Liverpool. Il comprenait Mick Head (chant et guitare), Chris McCaffery (basse), Thomas Whelan (batterie) et Andy Diagram (trompette).

## Histoire
Influencés par la musique des années 1960 et les groupes tels que Love, Burt Bacharach et les Beatles, ils n'ont pas connu un grand succès commercial malgré les éloges des critiques pour leurs deux albums sortis chez Virgin, Pacific Street en 1984 et …From Across the Kitchen Table en 1985, produit par Ian Broudie, qui connaîtra plus tard le succès avec son groupe The Lightning Seeds. Leur seul single à entrer dans le Top 50 en Angleterre est Thank You, qui atteint la 48e position en 1982.
Ils se séparent peu de temps après, Mick Head formant Shack et Andy Diagram rejoignant le groupe James. Le bassiste Chris McCaffery meurt en 1986 d'une tumeur du cerveau.

## Discographie

### Singles
- 1982 : (There's Always) Something on My Mind
- 1982 : Thank You
- 1983 : Palm of My Hand
- 1984 : Unless
- 1984 : Don't Let Your Love Start a War
- 1984 : Jean's Not Happening
- 1985 : …From Across the Kitchen Table

### Albums
- 1984 : Pacific Street
- 1985 : …From Across the Kitchen Table
- 1998 : Longshot for Your Love